# Oxalis caesariata
Oxalis caesariata är en harsyreväxtart som beskrevs av A. Lourteig. Oxalis caesariata ingår i släktet oxalisar, och familjen harsyreväxter. Inga underarter finns listade i Catalogue of Life.